# Konrad von Monbart
Erich Konrad (Kurt) Gustav Gilbert von Monbart, eigentlich Kurt von Monbart, (* 13. August 1881 in Minden; † 24. Mai 1945 in Eschwege) war ein deutscher Verwaltungsjurist.

## Leben

### Familie
Konrad, eigentlich Kurt von Monbart, entstammte dem preußischen Adelsgeschlecht derer von Monbart. Er war der Sohn Hans von Monbarts (* 18. September 1838 in Benrath; † 20. April 1898) und dessen Ehefrau Dorothea von Vietsch (1857–1917), Tochter des 1874 nobilitierten Oberstleutnants Konrad von Vietsch und der Berta von Vietsch aus der 1832 geadelten Linie. Sein Vater war Generalleutnant z. D. und zuletzt Kommandeur des 54. Infanterie-Brigade in Ulm. Der Kommendator des Johanniterordens, kgl. preuß. Kammerherr und kgl. preuß. Rittmeister Gustav Freiherr von Plettenberg-Mehrum wurde sein Schwager.
Kurt von Monbart heiratete am 13. Oktober 1917 in Berlin Hildegard von Sydow (* 28. April 1882 in Halle a. S.; † 24. Mai 1945 in Eschwege), wobei derzeitig nicht nachweislich geklärt ist, ob sie aus der deutschen uradeligen Familie von Sydow stammte oder aus der schwedischen Familie von Sydow. Das Ehepaar starb durch Freitod am gleichen Tag in einem Krankenhaus in Eschwege. Beide waren Mitglieder der Deutschen Adelsgenossenschaft. Nachfahren sind bis 1941 nicht belegt. Wohnsitz war 1942 Kassel. Kurt von Monbart war SA-Sturmbannführer (Major).

### Laufbahn
1903 bestand Monbart sein erstes juristisches Staatsexamen, war 1905 Referendar in Düsseldorf.   Nach am 2. November 1907 bestandener großer Staatsprüfung und anschließender Referendarzeit war er seit dem 22. März 1911 als Regierungsassessor im preußischen Ministerium in der Gewerbeabteilung tätig. Ab dem 21. September 1914 fungierte er als kommissarischer Landrat in Züllichau. Ab 1920 wirkte er auch als Vorsitzender des Provinzialausschusses der Provinz Brandenburg. 1932 war er vorübergehend als Sonderbeauftragter des preußischen Innenministeriums für die öffentlichen Kreditanstalten in der Provinz Hannover zuständig. Zum 1. April 1933 wurde er zum Regierungspräsidenten in Kassel ernannt. Am 24. Mai 1937 beantragte er die Aufnahme in die NSDAP und wurde rückwirkend zum 1. Mai desselben Jahres aufgenommen (Mitgliedsnummer 4.625.483). Nach seiner 1944 erfolgten Abberufung übernahm er als Generaldirektor bis 1945 die Geschäftsführung der Landeskreditkasse Kassel.
1944 wurde er zum Ehrensenator der Universität Marburg ernannt. Diese Ehrung wurde damit begründet, dass Monbart die Hochbauverwaltung des Regierungspräsidiums für die Universität eingesetzt und bei Neubauten, baulichen Erweiterungen und Instandhaltungen großzügig Mittel zur Verfügung gestellt habe.
Er starb 1945 mit seiner Ehefrau durch Suizid.